# E853号線
E853号線(E853ごうせん、英: European route E853) はギリシャのヨアニナからアルバニア国境までを結ぶ、欧州自動車道路のBクラス幹線道路。

## 経路

### 経過する主要都市
- ギリシャ
  - E90号線、E92号線、E951号線 – ヨアニナ
- アルバニア
  - ギリシャ－アルバニア国境